# Lliga hongaresa de futbol
La lliga hongaresa de futbol (Nemzeti Bajnokság I, actualment anomenada OTP Bank Liga) és la màxima competició professional de futbol a Hongria.

## Història

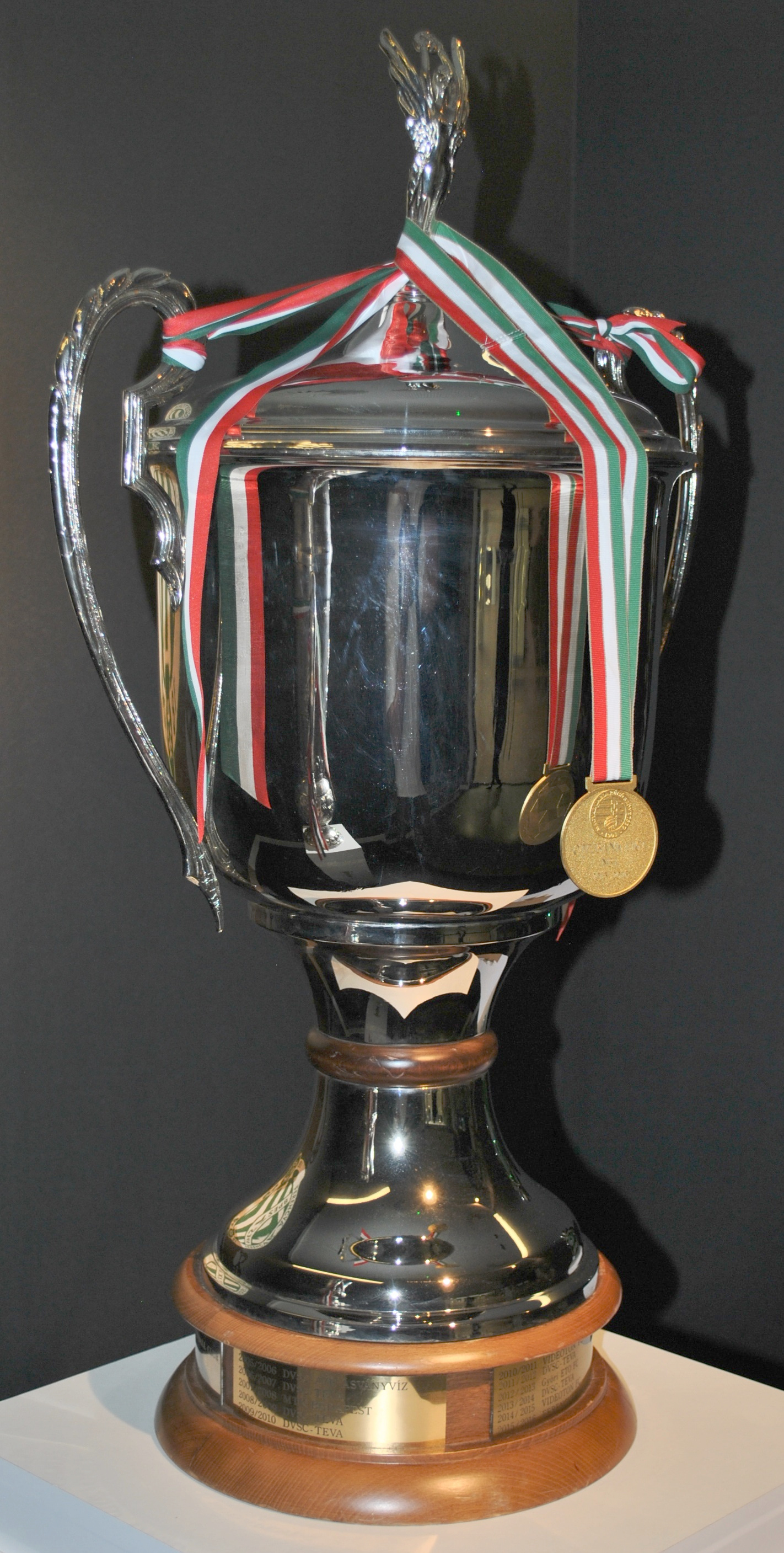
Trofeu de la Nemzeti Bajnokság

La competició s'inicià l'any 1901. Inicialment només fou disputada per clubs de la capital Budapest fins al 1926. Des de la temporada 1907/08 es començaren a organitzar campionats regionals, els campions dels quals disputaven el campionat provincial (Vidéki Bajnokság). Els campions s'enfrontaven amb els campions de Budapest pel campionat hongarès. Però, els primers anys, el cost que representava pels clubs provincials disputar aquest play-off va fer que molts cops no es disputés.
Entre 1901 i 1926 el campionat fou amateur. A partir d'aquest any s'instaurà una lliga professional amb 10 equips de Budapest, Szombathely (Sabaria) i Szeged (Bástya). Durant els anys de les guerres mundials es disputaren alguns campionats que no són reconeguts per la federació. Aquests són:
- 1914: Ferencváros
- 1915 (primavera): Ferencváros
- 1915 (estiu): MTK
- 1944: Ferencváros

El 1935 es disputà el primer campionat nacional (Nemzeti Bajnoksag) amb 14 equips. El 1940 L'Hungária (MTK) fou prohibit pel govern feixista. Aquests anys de guerra s'incorporaren a la lliga alguns club de territoris veïns que havien estat adjuntats a Hongria, com el campió Nagyvarad.
Setze equips disputen la lliga a doble volta. El campió es classifica per la lliga de Campions, mentre que el segon disputa la Copa de la UEFA, juntament amb el campió de copa. Els dos darrers clubs baixen a la segona divisió.
A causa dels diferents patrocinis la lliga ha adoptat diferents noms els darrers anys:
- NB1 (és el nom tradicional, NB vol dir Nemzeti Bajnokság (Campionat Nacional))
- Raab-Karcher NB1
- PNB (1998/1999, 1999/2000, que vol dir Professzionális Nemzeti Bajnokság (Campionat Nacional Professional))
- Borsodi Liga (2001, 2001/2002, 2002/2003, patrocinat per Borsodi Sörgyár)
- Arany Ászok Liga (2003/2004, 2004/2005, patrocinat per Dreher Sörgyár)
- Borsodi Liga (2005-avui)

## Clubs Actuals
| Equip           | Ciutat                 | Estadi                |
| --------------- | ---------------------- | --------------------- |
| Budapest Honvéd | Budapest (Kispest)     | Estadi Bozsik         |
| Debrecen        | Debrecen               | Estadi Nagyerdei      |
| Diósgyőr        | Miskolc                | Diósgyőri Stadion     |
| Fehérvár        | Székesfehérvár         | MOL Aréna Sóstó       |
| Ferencváros     | Budapest (Ferencváros) | Groupama Aréna        |
| Kaposvár        | Kaposvár               | Rákóczi Stadion       |
| Kisvárda        | Kisvárda               | Várkerti Stadion      |
| Mezőkövesd      | Mezőkövesd             | Városi Stadion        |
| Puskás Akadémia | Felcsút                | Pancho Aréna          |
| Paks            | Paks                   | Fehérvári úti Stadion |
| Újpest          | Budapest (Újpest)      | Szusza Ferenc Stadion |
| Zalaegerszeg    | Zalaegerszeg           | ZTE Arena             |

## Historial
- 1901:  Budapest T.C. (1)
- 1902:  Budapest T.C. (2)
- 1903:  Ferencváros Budapest (1)
- 1904:  MTK Budapest (1)
- 1905:  Ferencváros Budapest (2)
- 1906-07:  Ferencváros Budapest (3)
- 1907-08:  MTK Budapest (2)
- 1908-09:  Ferencváros Budapest (4)
- 1909-10:  Ferencváros Budapest (5)
- 1910-11:  Ferencváros Budapest (6)
- 1911-12:  Ferencváros Budapest (7)
- 1912-13:  Ferencváros Budapest (8)
- 1913-14:  MTK Budapest (3)
- 1914-16: No es disputà per la 1a Guerra Mundial
- 1916-17:  MTK Budapest (4)
- 1917-18:  MTK Budapest (5)
- 1918-19:  MTK Budapest (6)
- 1919-20:  MTK Budapest (7)
- 1920-21:  MTK Budapest (8)
- 1921-22:  MTK Budapest (9)
- 1922-23:  MTK Budapest (10)
- 1923-24:  MTK Budapest (11)
- 1924-25:  MTK Budapest (12)
- 1925-26:  Ferencváros Budapest (9)
- 1926-27:  Ferencváros Budapest (10)
- 1927-28:  Ferencváros Budapest (11)
- 1928-29:  MTK Budapest (13)
- 1929-30:  Újpest Budapest (1)
- 1930-31:  Újpest Budapest (2)
- 1931-32:  Ferencváros Budapest (12)
- 1932-33:  Újpest Budapest (3)
- 1933-34:  Ferencváros Budapest (13)
- 1934-35:  Újpest Budapest (4)
- 1935-36:  MTK Budapest (14)
- 1936-37:  MTK Budapest (15)
- 1937-38:  Ferencváros Budapest (14)
- 1938-39:  Újpest Budapest (5)
- 1939-40:  Ferencváros Budapest (15)
- 1940-41:  Ferencváros Budapest (16)
- 1941-42:  Csepel Budapest (1)
- 1942-43:  Csepel Budapest (2)
- 1943-44:  Nagyváradi A.C. (1)[2]
- 1945:  Újpest Budapest (6)
- 1945-46:  Újpest Budapest (7)
- 1946-47:  Újpest Budapest (8)
- 1947-48:  Csepel Budapest (3)
- 1948-49:  Ferencváros Budapest (17)
- 1949-50:  Budapest Honvéd (1)
- 1950:  Budapest Honvéd (2)
- 1951:  MTK Budapest (16)
- 1952:  Budapest Honvéd (3)
- 1953:  MTK Budapest (17)
- 1954:  Budapest Honvéd (4)
- 1955:  Budapest Honvéd (5)
- 1956: No finalitzat per la revolució
- 1957:  Vasas Budapest (1)
- 1957-58:  MTK Budapest (18)
- 1958-59:  Csepel Budapest (4)
- 1959-60:  Újpest Budapest (9)
- 1960-61:  Vasas Budapest (2)
- 1961-62:  Vasas Budapest (3)
- 1962-63:  Ferencváros Budapest (18)
- 1963:  Győri ETO (1)
- 1964:  Ferencváros Budapest (19)
- 1965:  Vasas Budapest (4)
- 1966:  Vasas Budapest (5)
- 1967:  Ferencváros Budapest (20)
- 1968:  Ferencváros Budapest (21)
- 1969:  Újpest Budapest (10)
- 1970:  Újpest Budapest (11)
- 1970-71:  Újpest Budapest (12)
- 1971-72:  Újpest Budapest (13)
- 1972-73:  Újpest Budapest (14)
- 1973-74:  Újpest Budapest (15)
- 1974-75:  Újpest Budapest (16)
- 1975-76:  Ferencváros Budapest (22)
- 1976-77:  Vasas Budapest (6)
- 1977-78:  Újpest Budapest (17)
- 1978-79:  Újpest Budapest (18)
- 1979-80:  Budapest Honvéd (6)
- 1980-81:  Ferencváros Budapest (23)
- 1981-82:  Győri ETO (2)
- 1982-83:  Győri ETO (3)
- 1983-84:  Budapest Honvéd (7)
- 1984-85:  Budapest Honvéd (8)
- 1985-86:  Budapest Honvéd (9)
- 1986-87:  MTK Budapest (19)
- 1987-88:  Budapest Honvéd (10)
- 1988-89:  Budapest Honvéd (11)
- 1989-90:  Újpest Budapest (19)
- 1990-91:  Budapest Honvéd (12)
- 1991-92:  Ferencváros Budapest (24)
- 1992-93:  Budapest Honvéd (13)
- 1993-94:  Vác F.C. (1)
- 1994-95:  Ferencváros Budapest (25)
- 1995-96:  Ferencváros Budapest (26)
- 1996-97:  MTK Budapest (20)
- 1997-98:  Újpest Budapest (20)
- 1998-99:  MTK Budapest (21)
- 1999-00:  Dunaferr Dunaújváros (1)
- 2000-01:  Ferencváros Budapest (27)
- 2001-02:  Zalaegerszeg (1)
- 2002-03:  MTK Budapest (22)
- 2003-04:  Ferencváros Budapest (28)
- 2004-05:  Debreceni VSC (1)
- 2005-06:  Debreceni VSC (2)
- 2006-07:  Debreceni VSC (3)
- 2007-08:  MTK Budapest (23)
- 2008-09:  Debreceni VSC (4)
- 2009-10:  Debreceni VSC (5)
- 2010-11:  Videoton Székesfehérvár (1)
- 2011-12:  Debreceni VSC (6)
- 2012-13:  Győri ETO (4)
- 2013-14:  Debreceni VSC (7)
- 2014-15:  Videoton Székesfehérvár (2)
- 2015-16:  Ferencváros Budapest (29)
- 2016-17:  Budapest Honvéd (14)
- 2017-18:  Videoton Székesfehérvár (3)
- 2018-19:  Ferencváros Budapest (30)
- 2019-20:  Ferencváros Budapest (31)
- 2020-21:  Ferencváros Budapest (32)
- 2021-22:  Ferencváros Budapest (33)
- 2022-23:  Ferencváros Budapest (34)
- 2023-24:  Ferencváros Budapest (35)
- 2024-25:  Ferencváros Budapest (36)